# Francis Greffard
Francis Greffard est un auteur-compositeur-interprète québécois originaire de Rapide-Danseur,. Il se fait connaitre lors de sa participation à Star Académie, édition 2005.

## Biographie
Francis Greffard est né le 28 mai 1978 à Rapide-Danseur. Il se fait connaitre à Star Académie, édition 2005 et a fait partie des finalistes masculins. Il est maintenant musicien et fait partie du duo musical, les Frères Greffard avec son frère Sébastien Greffard, et graphiste. Il est également père de trois enfants.

## Carrière artistique
Il a participé à Star Académie 2005 et est un des finalistes masculins. En 2007, il a participé au doublage québécois de la comédie musicale Hairspray.Il a conçu la série-web Y fait SHOW dans Shed avec son frère Sébastien Greffard, où ils nous font découvrir un artiste de la région de l'Abitibi-Témiscamingue. Ils invitent un artiste de la région dans leur «cabane». Ensuite, ils font une prestation musicale avec leur invité et le tout est partagé sur internet. Cette série a commencé le 17 octobre 2014 et a connu deux saisons,. Avec cette série, les frères Greffard veulent prouver qu'il est possible de faire de belles choses sans budget. Il a participé au septième film de Les aventures de Jayan, réalisé par Jean Caron et mettant en scène Alexandre Caron,.

## Discographie
- Viens danser (2005)[10]

## Filmographie

### Télévision
- 2005 : Star Académie (série télévisée)[4].
- 2012 : Les aventures de Jayan (film)[8],[9].

### Doublage
- 2007 : Hairspray (voix francophone québécoise)[5].

### Web
- 2014 : Y fait SHOW dans Shed  (série-web)[4],[6].